# Eric Sturgess
Eric William Sturgess (Johannesburgo, 10 de mayo de 1920 - 14 de enero de 2004) fue un jugador de tenis sudafricano que se destacó en los años 40 y 50, siendo tres veces finalista de torneos de Grand Slam.

## Torneos de Grand Slam

### Finalista Individuales (3)
| Año  | Torneo                            | Oponente en la final | Resultado     |
| 1947 | Campeonato Francés                | Jozsef Asboth        | 6-8 5-7 4-6   |
| 1948 | US National Singles Championships | Pancho Gonzales      | 2-6 3-6 12-14 |
| 1951 | Campeonato Francés                | Jaroslav Drobný      | 3-6 3-6 3-6   |

### Campeón Dobles (1)
| Año  | Torneo             | Pareja         | Oponentes en la final  | Resultado       |
| 1947 | Campeonato Francés | Eustace Fannin | Tom Brown Bill Sidwell | 6-4 4-6 6-4 6-3 |

### Finalista Dobles (5)
| Año  | Torneo                 | Pareja          | Oponentes en la final        | Resultado           |
| 1949 | Campeonato Francés     | Eustace Fannin  | Pancho Gonzales Frank Parker | 3-6 6-8 7-5 3-6     |
| 1950 | Campeonato Australiano | Jaroslav Drobný | John Bromwich Adrian Quist   | 3-6 7-5 6-4 3-6 6-8 |
| 1950 | Campeonato Francés     | Jaroslav Drobný | Bill Talbert Tony Trabert    | 2-6 6-1 8-10 2-6    |
| 1951 | Wimbledon              | Jaroslav Drobný | Ken McGregor Frank Sedgman   | 6-3 2-6 3-6 6-3 3-6 |
| 1952 | Wimbledon              | Vic Seixas      | Ken McGregor Frank Sedgman   | 3-6 5-7 4-6         |